# Clément Briscadieu
Pas d'image ? Cliquez ici

a Compétitions nationales et continentales officielles uniquement.

Dernière mise à jour le 15 avril 2025.
Clément Briscadieu, né le 10 novembre 1989 à Auch, est un joueur français de rugby à XV évoluant au poste de demi de mêlée.

## Carrière
Clément Briscadieu débute le rugby à l'âge de quatre ans au sein de l'école de rugby de Gabarret. En cadet deuxième année, il rejoint le Stade montois. Entre 2007 et 2010, il joue majoritairement avec les juniors puis les espoirs de Mont-de-Marsan avec qui il est champion de France crabos en 2008. Il ne joue que 11 matchs avec l'équipe professionnelle.
En 2010, il rejoint le centre de formation du FC Auch Gers. Jusqu'en 2013, il est le troisième demi de mêlée du club et joue très peu. Mais lors de la saison 2013-2014 de Pro D2, il s'impose au poste en tant que titulaire et joue l'intégralité de la saison.
En 2014, il revient au Stade montois où il s'engage pour deux saisons.
En 2016, il reste en Pro D2 en s'engageant avec le promu Soyaux Angoulême XV Charente.
Après deux saisons en Charente, il s'engage avec l'US Montauban à partir de la saison de Pro D2 2018-2019.
En 2019, il fait son retour dans sa ville natale dans le championnat de Fédérale 1 avec le RC Auch.
Après trois saisons à Auch, il let un terme à sa carrière de joueur en juin 2022 et devient entraîneur adjoint chargé des avants au sein du club.
À l'intersaison 2024, il rejoint le Stade montois en tant qu'entraîneur chargé de la technique individuelle puis, en décembre 2024, il est prend la responsabilité des trois-quarts du club. En avril 2025, après la mise à l'écart du duo Patrick Milhet et Stéphane Prosper, il est promu entraîneur en chef du club landais, en binôme avec Romain Mareuil,.

## Palmarès
- 2008 : Champion de France Crabos avec le Stade montois.